# Ikema
Ikema (Japans: 池間島, Ikema-jima) is een klein eiland in het noorden van de Miyako-eilanden, prefectuur Okinawa, in het zuiden van Japan. Het eiland is verbonden met Miyako, het hoofdeiland van de Miyako-eilanden, via een 1592 meter lange brug. Het eiland heeft een oppervlakte van 2,6 km². Het eiland heeft een bevolkingsomvang van 801 personen (2002) en het hoogste punt is 28 meter boven zeeniveau. In het noordoosten van het eiland ligt het Ikejima Block Beach, een strand. In het midden van het eiland is een meertje.